# Goldust
Dustin Patrick Runnels (sinh ngày 11 tháng 4 năm 1969), là một đô vật chuyên nghiệp ngườ Mỹ. Hiện anh đang làm việc cho công ty All Elite Wrestling (AEW) cùng em trai là Cody Rhodes. Anh và người em trai Cody Rhodes là con của huyền thoại Dusty Rhodes.